# Mallorca Open 2017
Mallorca Open 2017 - жіночий тенісний турнір, що проходив на кортах з трав'яним покриттям. Це був другий за ліком Mallorca Open. Належав до категорії International у рамках Туру WTA 2017. Відбувся в Santa Ponsa Tennis Club у Майорці (Іспанія). Тривав з 19 до 25 червня 2017 року.

## Очки і призові

### Розподіл очок
| Дисципліна       | П   | Ф   | ПФ  | ЧФ | 1/8 | 1/16 | Q   | Q2  | Q1  |
| Одиночний розряд | 280 | 180 | 110 | 60 | 30  | 1    | 18  | 12  | 1   |
| Парний розряд    | 280 | 180 | 110 | 60 | 1   | Н/Д  | Н/Д | Н/Д | Н/Д |

### Розподіл призових грошей
| Дисципліна       | П       | F       | ПФ     | ЧФ     | 1/8    | 1/16   | Q2   | Q1   |
| Одиночний розряд | €34,677 | €17,258 | €9,274 | €4,980 | €2,742 | €1,694 | €823 | €884 |
| Парний розряд    | €9,919  | €5,161  | €2,770 | €1,468 | €774   | Н/Д    | Н/Д  | Н/Д  |

## Учасниці основної сітки в рамках жіночого турніру

### Сіяні учасниці
| Країна     | Гравчиня               | Рейтинг1 | Сіяна |
| ---------- | ---------------------- | -------- | ----- |
| Росія      | Анастасія Павлюченкова | 18       | 1     |
| Латвія     | Анастасія Севастова    | 19       | 2     |
| Франція    | Каролін Гарсія         | 21       | 3     |
| Іспанія    | Карла Суарес Наварро   | 23       | 4     |
| Нідерланди | Кікі Бертенс           | 27       | 5     |
| Італія     | Роберта Вінчі          | 32       | 6     |
| Хорватія   | Ана Конюх              | 33       | 7     |
| Угорщина   | Тімеа Бабош            | 36       | 8     |

- 1 Рейтинг подано станом на 12 червня 2017 року.

### Інші учасниці
Нижче наведено учасниць, які отримали вайлд-кард на участь в основній сітці:
- Вікторія Азаренко
- Сабіне Лісіцкі
- Франческа Ск'явоне
- Сара Соррібес Тормо

Нижче наведено гравчинь, які пробились в основну сітку через стадію кваліфікації:
- Вероніка Сепеде Ройг
- Яна Чепелова
- Кірстен Фліпкенс
- Беатріс Аддад Майя
- Унс Джабір
- Анна Калинська

Як щасливий лузер в основну сітку потрапили такі гравчині:
- Сара Еррані

### Відмовились від участі
До початку турніру
- Анніка Бек →її замінила  Менді Мінелла
- Анетт Контавейт →її замінила  Сара Еррані
- Моніка Нікулеску →її замінила  Одзакі Ріса
- Лаура Зігемунд →її замінила  Варвара Лепченко

### Знялись
- Кікі Бертенс

## Учасниці основної сітки в парному розряді

### Сіяні пари
| Країна            | Гравчиня             | Країна    | Гравчиня                   | Рейтинг1 | Сіяна |
| ----------------- | -------------------- | --------- | -------------------------- | -------- | ----- |
| Китайський Тайбей | Чжань Юнжань         | Швейцарія | Мартіна Хінгіс             | 9        | 1     |
| Угорщина          | Тімеа Бабош          | Чехія     | Андреа Главачкова          | 19       | 2     |
| Німеччина         | Анна-Лена Гренефельд | Чехія     | Квета Пешке                | 54       | 3     |
| Словенія          | Андрея Клепач        | Іспанія   | Марія Хосе Мартінес Санчес | 61       | 4     |

- 1 Рейтинг подано станом на 12 червня 2017.

### Інші учасниці
Нижче наведено пари, які отримали вайлдкард на участь в основній сітці:
- Ежені Бушар /  Сабіне Лісіцкі
- Вероніка Сепеде Ройг /  Сара Соррібес Тормо

### Withdrawals
Під час турніру
- Юлія Гергес (хворобу шлунково-кишкового тракту)
- Анастасія Севастова

## Переможниці

### Одиночний розряд
- Анастасія Севастова —  Юлія Гергес, 6–4, 3–6, 6–3

### Парний розряд
- Чжань Юнжань /  Мартіна Хінгіс —  Єлена Янкович /  Анастасія Севастова, walkover